# Rowdy van Eerde
Rowdy van Eerde (6 oktober 1990) is een Nederlandse vlakwater kanovaarster. Van Eerde debuteerde in 2009 op het NK Korte baan met een tweede plaats in de K1 op zowel de 200, 500 -en 1000 meter. In 2011 volgden haar eerste nationale titels (K1 1000 -en 200 meter) en wist ze samen met Femke Roos een zilveren medaille te veroveren (K2 200 meter) bij de wereldbekerwedstrijden in Poznań.

## Carrière
Van Eerde (geboren Amsterdamse, trainend bij KV Viking) liet al bij het NK Korte baan 2008 een sterke indruk achter door in het jongerenklassement in zowel de K1 als de K2 beslag te leggen op het goud op de 200, 500 -en 1000 meter.
In 2009, Van Eerde's debuutjaar bij de Senioren, volgden podiumplaatsen op de K1 200, 500 -en 1000 meter waarbij ze op alle drie de afstanden enkel Eef Haaze voor moest laten gaan. 2010 was met slechts één medaille op het NK (brons op K1 1000 meter) een teleurstellend jaar voor Van Eerde. 
In 2011 wist ze zich echter te revancheren met nationale titels op de K1 200 -en 1000 meter waarmee ze zich definitief bij de Nederlandse top manifesteerde. Naast onder meer een zilveren plak in het wereldbekercircuit (K2 200 meter in 41,998) was 2011 tevens het jaar waarin de Amsterdamse middels een twaalfde plaats bij het WK in Szeged een B-status van het NOC*NSF af wist te dwingen. 
In het jaar daarop werd Van Eerde Nederlands kampioen in de K1 op zowel de 200 -als 500 meter en volgde een podiumplaats op het EK onder 23. Haar derde plaats bij een wereldbeker in Duisburg bezorgde Van Eerde dat jaar een A-Status. 

## Belangrijkste ereplaatsen
2011
- 1e op NK K1 200 meter
- 1e op NK K1 1000 meter
- 2e op WB Poznań K2 200 meter

2012
- 1e op NK K1 200 meter
- 1e op NK K1 500 meter
- 3e op WB Duisburg K2 200 meter
- 2e op EK onder 23 K1 200 meter